# José Adolfo Valencia
José Adolfo Valencia (Bogotá, Colombia, 18 de diciembre de 1991) es un futbolista colombiano. Juega de extremo o centrodelantero y su equipo actual es FC Cajamarca de la Liga 2 de Perú.
Es hijo del exjugador colombiano Adolfo El Tren Valencia.

## Trayectoria

### Inicios
José Adolfo nació en la ciudad de Bogotá, cuando su papá el futbolista Adolfo El Tren Valencia, jugaba en Santa Fe.

### Santa Fe
Debutó a los 15 años con Santa Fe, después fue a Juventud Soacha equipo de la segunda división de Colombia. Más adelante volvió a Santa Fe, donde jugó partidos importantes que sumaron para hacer parte de los ciclos y preselecciones nacionales de Selección Colombia Sub-17 y Sub-20. Jugó el Torneo Esperanzas de Toulon en el cual marcó un gol en la semifinal contra la Selección de México. Llegaron a la final del certamen, coronándose campeones al vencer a la Selección De Francia Sub-21.
Después participó en la Copa Mundial Sub-20 de 2011 realizado en Colombia, donde fueron eliminados por la Selección de México y ocuparon el octavo lugar del certamen. Valencia mostró gran despliegue físico y manejo de balón convirtiéndose en unas de las figuras la selección de Colombia sub-20.[cita requerida]

### Portland Timbers
El 2012 no fue tan brillante pues fichó para los Portland Timbers de la MLS, y la primera semana sufrió una fractura de cartílago que lo llevó al quirófano. Estuvo 8 meses fuera de las canchas. Su reaparición fue el 20 de septiembre en un partido de reservas Portland Timbers contra Seattle Sounders.

### Olimpo
Portland Timbers anunció la transferencia completa de Santa Fe de Valencia el 22 de enero de 2013. Luego de eso empezó a jugar con continuidad con el Timbers en su equipo profesional al punto que en junio se especuló con una cesión al fútbol argentino (al Olimpo) aunque el club al enterarse de esta situación desmintió tal acuerdo. Luego de grandes actuaciones en el 2013, en enero del 2014 el club argentino volvió a intentar pedir una cesión por el, con la diferencia de que incluían en los términos del contrato un opción de compra obligatoria si jugaba al menos 12 partidos del torneo. Durante sus primeras actuaciones no inició los partidos desde el primer minuto, no obstante en los pocos minutos que jugaba mostraba grandes maniobras que le llevaron a sus primeros goles siendo el más destacado el que le anotó al Racing. 
Luego de varias actuaciones desde la fecha 13 del final 2014 empezó a jugar de inicialista y frente a Argentinos Juniors en la fecha 14 del torneo final anotó su primer doblete como profesional (y en el club) en la victoria por 3 a 0 del club de Bahía frente al "Bicho". Luego de sus buenas actuaciones en el club (y de haber jugado los partidos necesarios), los directivos del equipo le comunicaron que harían uso de la opción de compra por el. Hasta ese momento él consiguió anotar 7 goles (siendo el goleador del club en el final 2014 y en toda la temporada 2013-14) en 15 partidos jugando apenas 529 minutos, teniendo un promedio de gol de 1 gol cada 88 minutos de juego.

### Rosario Central
Luego llega a Rosario Central, club que se hace cargo de comprarle el 50 % de su pase firmando un contrato que lo liga a la institución por cuatro años y medio. El Trencito firmó dicho contrato el día miércoles 30 de julio de 2014. Debuta contra Gimnasia y Esgrima derrotando al lobo platense 2 a 1 en la final del encuentro. Su primer gol en el canalla fue contra Tigre.

### Independiente
Luego llega a Independiente de Rosario Central a préstamo por 1.800.000 dólares a un año. En julio rescinde su contrato con Independiente por la firma de contrato del uruguayo Cristian Rodríguez en Independiente .

### Once Caldas
El 9 de agosto de 2016 se convirtió en refuerzo del Once Caldas de Manizales, llega al equipo cafetero en calidad de agente libre tras su fracaso por Independiente de Argentina. Allí disputó 7 partidos y logró 2 anotaciones.

### Santa Fe
Después de su paso por Once Caldas, el club bogotano se interesó en su regreso a las filas del equipo dirigido por Gustavo Costas desde finales de 2016. Valencia fue presentado como refuerzo para el primer semestre de 2017 por Santa Fe. A su regreso El Trencito expresó sus deseos de retomar con el club cardenal:
"Llego con muchas ganas, soy más maduro y consciente de dónde estoy. Con la poca experiencia que he ganado quiero aportarle a Santa Fe. Lo importante será ganar títulos"

### Feirense
El 8 de julio de 2017 cumple su sueño de jugar por primera vez en Europa llegando al Feirense de la Primeira Liga de Portugal tras la firma de un contrato con el equipo portugués por 3 años. Debuta el 7 de agosto en el empate aun gol contra Tondela. Su primer gol lo marca el 11 de noviembre en la derrota 2 por 1 en casa del Moreirense por la Copa de Portugal. Descendiò en la Primeira Liga 2018-19.

### Delfín
En el 2020 es contrato por el Delfín de Ecuador. Debuta el 22 de febrero en la derrota 1-2 contra el Barcelona ingresando en el segundo tiempo.

## Selección nacional

### Participaciones en Copas del Mundo
| Mundial                     | Sede     | Resultado        | Partidos | Goles |
| --------------------------- | -------- | ---------------- | -------- | ----- |
| Copa Mundial Sub-20 de 2011 | Colombia | Cuartos de final | 5        | 1     |

## Estadísticas
| Santa Fe · Colombia | 1ª            | 2008          | 11  | 3  | -  | - | -  | - | 11  | 3  | 0,27 |
| Santa Fe · Colombia | Total club    | Total club    | 11  | 3  | -  | - | -  | - | 11  | 3  | 0,27 |
| Juventud Soacha · Colombia | 2ª            | 2008          | 10  | 5  | -  | - | -  | - | 10  | 5  | 0,50 |
| Juventud Soacha · Colombia | Total club    | Total club    | 10  | 5  | -  | - | -  | - | 10  | 5  | 0,50 |
| Santa Fe · Colombia | 1ª            | 2009          | 15  | 1  | -  | - | -  | - | 15  | 1  | 0,06 |
| Santa Fe · Colombia | 1ª            | 2010          | 3   | 0  | -  | - | -  | - | 3   | 0  | 0,00 |
| Santa Fe · Colombia | 1ª            | 2011          | 16  | 1  | 3  | 0 | -  | - | 19  | 1  | 0,05 |
| Santa Fe · Colombia | Total club    | Total club    | 34  | 2  | 3  | 0 | -  | - | 37  | 2  | 0,05 |
| Portland Timbers Estados Unidos | 1ª            | 2012          | -   | -  | -  | - | -  | - | 0   | 0  | 0,00 |
| Portland Timbers Estados Unidos | 1ª            | 2013          | 23  | 6  | 3  | 0 | -  | - | 26  | 6  | 0,26 |
| Portland Timbers Estados Unidos | Total club    | Total club    | 23  | 6  | 3  | 0 | -  | - | 26  | 6  | 0,26 |
| Olimpo Argentina | 1ª            | 2013-14       | 19  | 7  | -  | - | -  | - | 19  | 7  | 0,37 |
| Olimpo Argentina | Total club    | Total club    | 19  | 7  | -  | - | -  | - | 19  | 7  | 0,37 |
| Rosario Central Argentina | 1ª            | 2014          | 14  | 4  | 4  | 0 | 1  | 0 | 19  | 4  | 0,21 |
| Rosario Central Argentina | Total club    | Total club    | 14  | 4  | 4  | 0 | 1  | 0 | 19  | 4  | 0,21 |
| Independiente Argentina | 1ª            | 2015          | 8   | 1  | 1  | 0 | -  | - | 8   | 1  | 0,12 |
| Independiente Argentina | Total club    | Total club    | 8   | 1  | 1  | 0 | 0  | 0 | 8   | 1  | 0,12 |
| Once Caldas · Colombia | 1ª            | 2016          | 7   | 2  | -  | - | -  | - | 7   | 2  | 0,28 |
| Once Caldas · Colombia | Total club    | Total club    | 7   | 2  | 0  | 0 | 0  | 0 | 7   | 2  | 0,28 |
| Santa Fe · Colombia | 1ª            | 2017          | 15  | 1  | 0  | 0 | 2  | 0 | 17  | 1  | 0,05 |
| Santa Fe · Colombia | Total club    | Total club    | 15  | 1  | 0  | 0 | 2  | 0 | 17  | 1  | 0,05 |
| Feirense Portugal | 1ª            | 2017-18       | 14  | 1  | 3  | 2 | 0  | 0 | 17  | 3  | 0,15 |
| Feirense Portugal | 1ª            | 2018-19       | 15  | 2  | 4  | 0 | 0  | 0 | 19  | 2  | 0,10 |
| Feirense Portugal | Total club    | Total club    | 21  | 3  | 7  | 2 | 0  | 0 | 28  | 5  | 0,17 |
| Central Córdoba Argentina | 1ª            | 2019-20       | 8   | 0  | 0  | 0 | 0  | 0 | 8   | 0  | 0,0  |
| Central Córdoba Argentina | Total club    | Total club    | 8   | 0  | 0  | 0 | 0  | 0 | 8   | 0  | 0,0  |
| Delfín · Ecuador · | 1ª            | 2020          | 19  | 3  | 0  | 0 | 8  | 1 | 27  | 4  | 0,14 |
| Delfín · Ecuador · | Total club    | Total club    | 19  | 3  | 0  | 0 | 8  | 1 | 27  | 4  | 0,14 |
| Deportivo Pereira · Colombia | 1ª            | 2021          | 13  | 1  | 2  | 0 | 0  | 0 | 15  | 1  | 0,06 |
| Deportivo Pereira · Colombia | Total club    | Total club    | 13  | 1  | 2  | 0 | 0  | 0 | 15  | 1  | 0,06 |
| Total carrera | Total carrera | Total carrera | 202 | 38 | 20 | 2 | 11 | 1 | 233 | 41 | 0,17 |
| (1) Incluye datos de la Copa Colombia (2011) y Lamar Hunt U.S. Open Cup (2013). (2) Incluye datos de la Copa Sudamericana (2014). (3) Media de goles por encuentro. No incluye goles en partidos amistosos. |               |               |     |    |    |   |    |   |     |    |      |

## Palmarés

### Campeonatos nacionales
| Título                | Club     | País     | Año  |
| --------------------- | -------- | -------- | ---- |
| Copa Colombia         | Santa Fe | Colombia | 2009 |
| Superliga de Colombia | Santa Fe | Colombia | 2017 |

### Copas internacionales
| Título                      | Club                      | País    | Año  |
| --------------------------- | ------------------------- | ------- | ---- |
| Torneo Esperanzas de Toulon | Selección Colombia Sub-20 | Francia | 2011 |